# Ragnar Söderberg (militär)
Denna artikel handlar om militären Ragnar Söderberg. För företagsledaren och donatorn, se Ragnar Söderberg.
Karl Ragnar Söderberg, ursprungligen Johansson, född 24 juni 1935 i Stenbrohults församling i Kronobergs län, är en svensk militär.
Söderberg avlade officersexamen vid Kungliga Krigsskolan 1962 och utnämndes samma år till fänrik vid Skånska trängregementet. Han gick Högre stabskursen vid Militärhögskolan 1969–1971, befordrades till major 1973 och var lärare vid Militärhögskolan 1975–1978. Han befordrades till överstelöjtnant 1978, var avdelningschef vid Försvarsstaben 1978–1982, studerade vid Försvarshögskolan 1981 och var bataljonschef vid Skånska trängregementet 1982–1983. År 1983 befordrades han till överste och var 1983–1985 chef för Svea trängregemente. År 1985 befordrades han till överste av första graden och 1985–1987 var han planeringschef på Huvudavdelningen för gemensamma fackfrågor vid Försvarets materielverk i Karlstad. Han var sektionschef i Operationsledningen vid Försvarsstaben 1987–1991, gick Chefskursen vid Försvarshögskolan 1988 samt var tränginspektör och chef för Arméns underhållscentrum 1991–1993. Åren 1993–1998 var han chef för Enheten för särskild planläggning vid Försvarsdepartementet. Söderberg pensionerades från Försvarsmakten 1995.
Ragnar Söderberg invaldes 1980 som ledamot av Kungliga Krigsvetenskapsakademien och var 1998–2001 dess andre sekreterare.